# Helmuth Koinigg
Helmuth Koinigg (Viena, 3 de noviembre de 1948-Watkins Glen, Nueva York 6 de octubre de 1974) fue un piloto de automovilismo austriaco. Hizo su debut en la Fórmula 1 en el Gran Premio de Austria de 1974 con un Brabham. Falleció a los mandos de un Surtees en el Gran Premio de los Estados Unidos de 1974 en Watkins Glen.

## Vida personal y temprana
Nacido en una acomodada familia de Viena. A los 8 años se fue a vivir a las montañas de Estiria, donde aprendió a esquiar, incluso participó en la competición Juvenil B austriaca de Ski.

## Carrera

### Inicios en el mundo del motor
En 1966 se fue a vivir y a trabajar a Suecia. En 1969 volvió a Austria, donde compró un viejo Mini Cooper S al por entonces desconocido piloto Niki Lauda, y fue adquiriendo práctica con ese coche. Tres meses más tarde, con ese mismo coche, se presentó a una carrera del Campeonato Europeo de Turismos en el circuito de Aspern. No consiguió ningún premio, pero atrajo la atención de Helmut Marko, el director de McNamara Team de la Fórmula Vee. Marko llamó a Koinigg para avisarle de que se iban a realizar unas pruebas con los monoplazas de 1500 cc. Koinigg consiguió rodar más rápido que Marko, que le contrató. Su primera carrera con este equipo la disputó en el circuito de Nürburgring-Südschleife, donde un fallo del motor le hizo retirarse a finales de la carrera.

### Fórmula Vee
Su primera victoria se produjo en Zeltweg. Este hecho hizo que varios equipos se interesasen por él. Fue contratado para correr con un Kurt Bergmann 1600cc Kaimann de la Fórmula Super Vee. Con ellos venció el Gran Premio de F2 que se celebraba en Ashkelon (Barnea Beach, Israel). Después de esa carrera Robin Herd (Jefe del March Team F2) le ofreció un puesto como segundo piloto para la temporada 71, pero por motivos personales Koinigg rechazó la oferta. Cuando terminó el campeonato Koinigg había conseguido reunir fondos suficientes para comprarse un Fórmula Ford Lotus 69 usado, con el que participó en diversas carreras inglesas como la "Race of Champions at Brands Hatch". En su debut finalizó cuarto. Koinigg venció en su segunda carrera de este tipo, adelantando a falta de dos vueltas para el final al experimentado piloto Tony Brise.

### La Fórmula Vee y las carreras de resistencia
Otra vez con el equipo Kaimann en 1972, Koinigg fue segundo en la Gold Cup en el Campeonato Europeo de Fórmula Super Vee, dos puntos por detrás del campeón, Manfred Schurti. Consiguió un total de seis victorias. Participó en el Campeonato Mundial de Resistencia en los 1000 km de Zeltweg de 1972, conduciendo el Lola TS290-Ford.
Al final de la sesión fue llamado por Ford Köln para una prueba de conducción, y en 1973 compartió un Ford Capri 2600RS con Hans Heyer en las 24 Horas de Spa-Francorchamps, en la que se retiraron. Decidió quedarse una temporada más con Bergmann en Fórmula Super Vee y en 1973 se proclamó campeón de Europa de Fórmula Super Vee. Fue segundo en la Castrol GTX F. Series. Aceptó un contrato para correr en una de las carreras del equipo Martini Porsche Carrera Turbo Compartió equipo con su rival de Fórmula Super Vee, Manfred Schurti. Koinigg finalizó séptimo en los 1000 km de Nürburgring, y noveno en los 1000 km de Zeltweg. No finalizó la prueba más importante de la temporada: las 24 Horas de Le Mans, donde un problema en el sistema turbo de su Porsche le obligó a retirarse a falta de aproximadamente seis horas para el final de la carrera. 

### Fórmula 2
Su mentor Kart Bergmann le propuso conducir un monoplaza de F2 llamado Caiman-1, con un motor Opel de 2 litros suministrado por Apfelbeck, encajado en el chasis de un antiguo March 722. Koinigg condujo el monoplaza en algunas carreras europeas, y en abril fue a Hockenheim para el Jim Clark Gedächtnisrennen donde el motor explotó después de unas pocas vueltas. Después de esta experiencia frustrante Koinigg se vio obligado a comprar un coche más seguro con su propio dinero, Compró un monoplaza de la temporada anterior, un Surtees TS10 F2 y en 1974 volvió a Hockenheim, donde obtuvo un undécimo puesto, pero mejorando los tiempos que hicieron otros pilotos con ese mismo automóvil el año anterior. John Surtees, que estaba en esa carrera siguiendo a sus pilotos Watson y Mass de la escudería de Fórmula 1, se fijó en él.

### Salto a la Fórmula 1
Koinigg condujo uno de los Brabham BT42 de la Scuderia Finotto en el Gran Premio de Austria de 1974, donde no consiguió clasificarse para la carrera. Pero Surtees le ofreció conducir el Surtees TS16 en el circuito de Mosport Park, en Canadá. Koinigg finalizó décimo, después de haber partido de la vigésimo segunda posición. A la semana siguiente se dirigió al estado de Nueva York, donde se encontraba el circuito de Watkins Glen. Se clasificó para la carrera con el vigésimo tercer mejor tiempo.

#### Accidente fatal
El 6 de octubre de 1974, Koinigg falleció mientras disputaba el Gran Premio de los Estados Unidos, la última carrera de la temporada. En las primeras cinco vueltas, pasó de 23.º a 15.º, adelantando a seis coches, además del abandono de Denny Hulme y la descalificación de Mario Andretti.
En la sexta vuelta del Gran Premio de los Estados Unidos de 1974 el coche de Jacky Ickx tuvo un accidente a la altura de la curva The Toe que se encontraba en el tercer sector del circuito, los comisarios estuvieron tres vueltas mostrando bandera amarilla.
En la novena vuelta, Koinigg se salió en la misma curva. El coche chocó contra el doble guardarraíl que cubría el perímetro de la curva, atravesando la parte inferior del mismo. La parte superior del guardarraíl no cedió, decapitando al joven piloto austriaco.
Las causas del accidente no estuvieron muy claras. Una hipótesis dice que uno de los neumáticos del Surtees de Koinigg se habría pinchado con los restos del coche de Jacky Ickx, que habían quedado esparcidos por la curva. Al no detectarse trazas de frenada, también se pensó en un fallo en los frenos.

## Resultados

### Fórmula 1
(Clave) (negrita indica pole position) (cursiva indica vuelta rápida)

| Año     | Escudería        | 1   | 2   | 3   | 4   | 5   | 6   | 7   | 8   | 9   | 10  | 11  | 12      | 13  | 14     | 15      | Pos. | Puntos |
| ------- | ---------------- | --- | --- | --- | --- | --- | --- | --- | --- | --- | --- | --- | ------- | --- | ------ | ------- | ---- | ------ |
| 1974    | Scuderia Finotto | ARG | BRA | RSA | ESP | BEL | MON | SWE | NED | FRA | GBR | GER | AUT DNQ | ITA |        |         | NC   | 0      |
| 1974    | Team Surtees     |     |     |     |     |     |     |     |     |     |     |     |         |     | CAN 10 | USA Ret | NC   | 0      |
| Fuente: |                  |     |     |     |     |     |     |     |     |     |     |     |         |     |        |         |      |        |